# 福西亚
福西亚（羅馬化：Phókaia，今土耳其福卡）是古希腊伊奥尼亚的古城邦，位于安纳托利亚西部沿岸。来自福西亚的希腊殖民者还曾于公元前600年起建立了马萨利亚（今法国马赛）、前575年建立了恩波里翁（今西班牙加泰罗尼亚的安普里亚斯）、前540年建立了埃利亚（今意大利坎帕尼亚大区的韦利亚）。

## 地理
福西亚为伊奥尼亚城市中最靠北的一个，位于伊奥利亚边上。其位处赫缪斯河（今蓋迪茲河）河口附近，坐落在一个半岛的沿岸——该半岛将北边的库梅湾与南部的士麦那湾分隔开来。
福西亚在定居点附近有两座天然的港口，最近的考古调查表明，福西亚在古代是一座大城市。希羅多德认为其城墙有好几斯塔迪亚那么长。
公元前4世纪的一座波斯陵墓坐落于福西亚以东7公里的大道旁，其墓碑由坚固的岩石雕刻而成，最下层为2.7米高，长宽分别为9米和6米，第二层高1.9米，大小为3米×3米。两层之间有四个台阶，表明了来自波斯的巨大影响，多数考古学家认为墓葬的主人是一位波斯贵族或为波斯服务的当地领导者。

## 历史
古希腊地理学家保萨尼亚斯称福西亚由雅典领导下的福基斯人，在伊奥利亚的库梅人给予的土地上建立的，并在接受科德鲁斯为王后被接纳入伊奥尼亚联盟。陶器遗迹表明，伊奥利亚人的出现可追溯至公元前9世纪，伊奥尼亚人则是在前9世纪末期。以此可大致推断出福西亚人定居的时间。
根据希羅多德的记载，福西亚人是最早进行远洋航行的希腊人，他们发现了亚得里亚、第勒尼亚与西班牙海岸。他还提及到西班牙的塔特苏斯之王阿尔甘托尼欧斯对他们印象深刻，邀请他们定居在那里，在被拒绝后，还馈赠了他们一大笔钱，用于在他们的城邦周围建造城墙。
他们航行的范围极其广泛，在南部他们可能在和埃及的希腊殖民地瑙克拉提斯（母邦是同为伊奥尼亚城市的米利都）进行贸易， 在北部可能协助于黑海城市阿米索斯以及赫勒斯滂（今达达尼尔海峡）北端的兰普萨卡斯定居。然而福西亚的主要殖民地都在西边，包括科西嘉岛的阿拉利亚、西班牙的恩波里翁与罗达、高卢的马萨利亚。
福西亚一直保持着独立，直至呂底亞王克羅伊斯（约前560至545年）在位时期，与伊奥尼亚陆地上的其他城市一道被后者征服，随后不久又在希波战争中，随着与斯巴达结盟的吕底亚一起，被波斯的居鲁士二世占领。
但是福西亚人并未服从波斯的统治，而是放弃了城市。一些人逃至希俄斯，其他人则逃往科西嘉或是地中海的其他殖民地，有一些人最终还是回到了福西亚。大约在前540年，一些人成为了埃利亚的建立者。
公元前500年，福西亚加入了反抗波斯的伊奥尼亚起义。公元前494年的拉德海战中，福西亚人狄奥尼修斯被选为了伊奥尼亚舰队总指挥官。不过因为势力衰微，福西亚仅能提供「三百五十三艘」舰船中的三艘。不久之后，伊奥尼亚舰队被击败，起义也很快平息。
公元前480年希腊人击败薛西斯一世，随之而来的是雅典崛起，福西亚加入到提洛同盟，向雅典进贡两塔兰同。前412年伯罗奔尼撒战争期间，在斯巴达的帮助下，福西亚与伊奥尼亚其他城市一起发动叛乱。前387年，在终结科林斯战争的安塔爾基德和約中，福西亚的控制权在名义上归于了波斯。
前343年，福西亚人曾围攻克里特岛上的基多尼亚，但未能成功。
在希臘化時代，其先是被塞琉古，之后由阿塔罗斯统治。在罗马帝国时期，其成为陶瓷器皿的制造中心。此后，其成为热那亚派遣至拜占庭的大使贝内代托·扎卡里亚的世袭领地。扎卡里亚及其后代从当地，尤其是自丰富的明矾矿中，聚敛了大量财富。其一直为热那亚的殖民地，直至1455年被土耳其人征服。福西亚是天主教会的一个领衔教区。

## 硬币

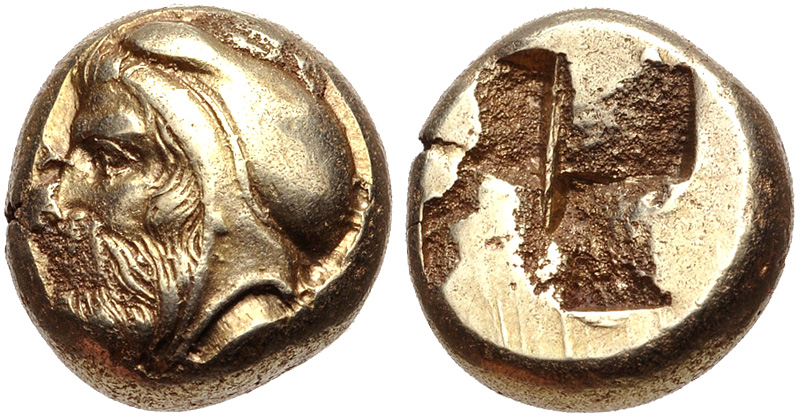
约前478至387年的福西亚金币，可能是戴着总督头饰的提萨斐尼的雕像

或许是因为仿照吕底亚，福西亚人是世界上最早制造与使用硬币的人们之一。其最早的硬币由琥珀金——一种金和银的天然合金制成。大英博物馆一枚雕有印信图案的硬币可追溯至前600至550年。